# Người Chu Ru
Người Chu Ru là một dân tộc trong số 54 dân tộc tại Việt Nam . Người Chu Ru cư trú chủ yếu ở Lâm Đồng.
Người Chu Ru đa số nói tiếng Chu Ru, một ngôn ngữ thuộc ngữ chi Malay-Polynesia trong ngữ hệ Nam Đảo. Người Chu Ru thuộc nhóm chủng tộc Austronesia.

## Dân số, địa bàn cư trú
Dân số người Chu Ru theo điều tra dân số ngày 1 tháng 4 năm 2019 có 23.242 người . Điều tra năm 1999 có 14.978 nhân khẩu  của Việt Nam, với tỷ lệ nam giới là 48,5% và nữ giới là 51,5%.
Theo Tổng điều tra dân số và nhà ở năm 2009, người Chu Ru ở Việt Nam có dân số 19.314 người, cư trú tại 27 trên tổng số 63 tỉnh, thành phố. Người Chu Ru cư trú tập trung tại các tỉnh: 
Lâm Đồng (18.631 người, chiếm 96,5% tổng số người Chu Ru tại Việt Nam), 
Ninh Thuận (521 người), 
Thành phố Hồ Chí Minh (58 người)
Tại Lâm Đồng, người Chu Ru sống rải rác ở các xã Đà Loan, Ninh Loan, Tà Hine và Tà Năng huyện Đức Trọng. Tại các xã Phan Sơn và Phan Lâm huyện Bắc Bình thuộc tỉnh Bình Thuận cũng có vài trăm người Chu Ru sinh sống.

## Ngôn ngữ, chữ viết
Người Chu Ru đa số nói tiếng Chu Ru, một ngôn ngữ thuộc ngữ chi Malay-Polynesia trong ngữ hệ Nam Đảo. Tuy nhiên, do cư trú lân cận với người Cơ Ho, nên một bộ phận dân tộc Chu Ru cũng nói tiếng Cơ Ho, thuộc nhóm ngôn ngữ Môn-Khmer.
Trước đây người Chu Ru không có chữ viết cho tiếng nói của mình. Thời Pháp thuộc, đã lưu hành một loại chữ viết do phiên âm tiếng nói của dân tộc này. Do địa bàn cư trú tương đối thuận tiện cho việc tiếp xúc với các dân tộc ở vùng đồng bằng như người Kinh, người Chăm nên có nhiều người Chu Ru biết nói tiếng phổ thông và chữ quốc ngữ, nhất là thế hệ trẻ.
Sau ngày 30 tháng 4 năm 1975, vùng dân tộc Chu Ru là một trong những vùng có phong trào thanh toán nạn mù chữ sớm nhất trong toàn tỉnh. Hiện nay, Chu Ru đã trở thành tên gọi chính thức của dân tộc này. Chu Ru còn được gọi là Chru có nghĩa là "xâm đất", ám chỉ những người mới di cư đến vùng đất mới. Ngoài ra, họ còn được các dân tộc lân cận gọi bằng những tên như: Ca-do, Kơ-du, P'nông-Chăm. Rất có thể, người Chu Ru và người Chăm xưa kia có chung một nguồn gốc.
Tiếng Chu Ru và tiếng Chăm, đều thuộc nhóm ngôn ngữ Malay-Polynesia. Nếu so sánh về mặt ngữ pháp, ngữ âm và những từ vựng cơ bản của hai ngôn ngữ đó, người ta thấy mối quan hệ hết sức gần gũi (Nếu so sánh tỷ lệ quan hệ ngôn ngữ Chu Ru và Chăm. Về nhân chủng học, người Chu Ru và người Chăm cũng có những đặc điểm chung, đều thuộc nhóm chủng tộc Austronesia.. Về tín ngưỡng cổ truyền và văn học dân gian, người ta càng thấy rõ hơn mối quan hệ thân thuộc đó. Theo số đông các cụ già người Chu Ru ở Lâm Đồng, thì trước đây, họ vốn là một nhóm con cháu của người Chăm, đã từng sinh sống ở vùng duyên hải Trung Bộ. Nhưng vì lý do lịch sử nào đó, (người Kinh xâm chiếm) khiến cho một số người phải rời bỏ quê hương để tìm nơi đất mới. Những người di dần dấu tích ấy đã tự đặt cho mình tên gọi Chư Rư. Chính họ là những người đã mang theo nghề làm ruộng và làm gốm đến những địa bàn cư trú chủ yếu hiện nay của họ thuộc huyện Đơn Dương. Tại những nơi này, vẫn lưu tồn nhiều địa danh chứng tỏ điều đó.

## Kinh tế
Người Chu Ru là một dân tộc đã định canh định cư và làm ruộng từ lâu đời. Nghề trồng trọt chiếm vị trí hàng đầu trong đời sống kinh tế và lúa là cây lương thực chủ yếu. Ngoài ra họ còn trồng ngô, khoai, sắn và một số loại rau, đậu trên rẫy hoặc trong vườn.
Ruộng (hama) trước đây thường chỉ làm một mùa, và có thể tạm chia làm hai loại: ruộng sâu hoặc ruộng sình (hama-gluh) và ruộng khô (hanha - khác). Do tính chất và điều kiện địa lý của từng loại ruộng ở từng vùng, có những đặc điểm khác nhau nên kỹ thuật canh tác cũng có những nét riêng.
Đối với ruộng bình thường được dùng phương pháp "thủy nậu". Người ta cho trâu quần để đất thật nhuyễn rồi gieo hạt. Đối với các loại ruộng đất khác, thì sau khi thu hoạch một thời gian, người ta tiến hành cày vỡ, bừa, cày trở, bừa lần thứ hai và kết hợp với việc bang đất cho bằng, rồi sạ giống... Nông cụ cổ truyền còn rất thô sơ như: cày, bừa, cái bang đất đều bằng gỗ.Đến nay, họ đã có lưỡi cày bằng sắt và đo 2 trâu kéo.
Tuy nhiên lối canh tác cổ truyền của người Chu Ru cũng có nhiều kinh nghiệm nhất là về làm thủy lợi nhỏ, và điều tiết lượng nước trong từng thời kỳ sinh trưởng của cây lúa...
Người Chu Ru thường làm những mương phai và những đê đập để dẫn nước từ sông, suối vào ruộng. Việc làm thủy lợi thường phải huy động nhân lực cả dân làng, nên mỗi làng (plơi, plei) thường có một người chuyên trách, gọi là "Trưởng thủ" (pô Ea nay bơ nuar bơ nữ).
Để phụ vào một vụ lúa nước, người Chu Ru làm thêm nương rẫy và vườn. Tuy diện tích không nhiều song nhà nào cũng có Trên rẫy (apuh) thường được trồng xen các loại cây lương thực và thực phẩm khác như: ngô, khoai, lạc, bí đỏ và một số loại rau...
Người Chu Ru cũng chăn nuôi trâu, bò, heo, dê, ngựa và nhiều loại gia cầm như gà, vịt, ngan, ngỗng v.v. Trâu, bò thường dùng làm sức kéo trong nông nghiệp, ngựa dùng làm phương tiện chuyên chở cho những chuyến đi xa hầu trao đổi hàng hóa với các dân tộc láng giềng. Trong các loại gia súc lớn, trâu được nuôi nhiều hơn cả. Ngoài việc dùng làm sức kéo, trâu còn dùng trong các lễ nghi, tín ngưỡng cổ truyền, cưới xin hoặc dùng làm vật ngang giá để mua bán, trao đổi...
Kết hợp với kinh tế sản xuất, săn bắn (amal) là một hoạt động thường xuyên trong đời sống người Chu Ru tuy nó không còn là một nguồn sống quan trọng. Săn bắn thường kết hợp chặt chẽ với khâu sản xuất nông nghiệp để chống các loại thú rừng phá hoại mùa màng. Nó không những là một nguồn lợi, nguồn cung cấp thực phẩm mà còn là một thú vui của mọi thành viên nam giới trong làng. Tuy chưa có những người chuyên sống về nghề săn bắn, nhưng người đàn ông nào cũng biết đi săn, gia đình nào cũng có lao (tă) và nỏ (sơ ráo). Họ cũng là những người có nhiều kinh nghiệm làm tên thuốc độc. Trước đây, nhiều làng thường tổ chức săn tập thể. Cùng với việc săn bắn, họ còn làm nhiều loại bẫy khác nhau để bắt cầy, cáo, gà rừng...
Đánh cá cũng là một nghề phụ gia đình tương đối phổ biến ở những khu vực ven sông Đa Nhim và các khe suối khác trong rừng. Hầu như các thành viên nam giới trong làng đều biết đánh bắt cá. Họ còn lấy một loại vỏ cây, lá cây có độc tố để thuốc cá. Phương pháp này tuy bắt được nhiều cá nhưng ảnh hưởng không tốt đến môi trường sống của sinh vật và nguồn tôm cá trong tương lai.
Hái lượm vẫn còn là một nguồn cung cấp thức ăn hàng ngày cho người Chu Ru. Người ta thường hái các loại rau rừng, măng và một số hoa quả dại, đào các loại thân củ như củ chụp, củ mài để ăn thay cơm hoặc kiếm các loại lâm sản như: mộc nhĩ, nấm hương, mật ong... Những thứ đó, một phần để dùng, nhưng chủ yếu là bán hoặc trao đổi với các dân tộc khác.
Những sản phẩm thủ công chủ yếu như đồ dùng gia đình bằng mây tre và các công cụ tự rèn như: liềm, cuốc, nạo cỏ phục vụ cho sản xuất và đời sống hàng ngày. Đặc biệt nghề làm gốm, một nghề thủ công truyền thống của người Chu Ru. Những làng như: Krang gõ, Krang chớ..., là những làng nổi tiếng về nghề gốm cổ truyền. Tuy nhiên, kỹ thuật hãy còn rất thô sơ. Tất cả mọi người đều có thể tham gia vào công việc làm gốm ở nhiều khâu như: đào đất, nhào đất... Riêng việc nặn, nung, sửa gốm..., là những khâu cần đến sự khéo léo bằng chân tay, do phụ nữ đảm nhiệm.
Nghề dệt ở đây không phát triển, vì vậy hầu hết mọi bộ đồ trong y phục cổ truyền như: áo, khố, váy..., đều phải mua hoặc trao đổi với các dân tộc láng giềng như người Chăm, người Cơ Ho, người Mạ,...
Nhìn chung, nền kinh tế cổ truyền của người Chu Ru là một nền kinh tế mang tính chất tự cấp, tự túc, bó hẹp trong từng gia đình, dòng họ và làng buôn truyền thống.

## Văn hóa-xã hội
Xã hội cổ truyền Chu ru dựa trên cơ sở làng (plei). Phạm vi của làng là một khoảng đất rộng ba, bốn km², gồm: thổ cư, đất trồng trọt, các công trình thủy lợi cùng với rừng núi, sông suối..., có ranh giới tự nhiên như con sông, dòng suối hoặc quả đồi, do các chủ làng (pô plei nay pô plơi) quy ước với nhau và được lưu truyền qua nhiều thế hệ.
Rừng, núi, sông, suối thuộc quyền sở hữu công cộng của làng, ai cũng có quyền săn bắn, đánh cá trong khu vực đó. Nhưng thổ cư, ruộng đất ở đây đã dần dần chuyển thành tài sản tư hữu của từng dòng họ, gia đình lớn hay gia đình nhỏ. Từ lâu đã có một thể thức cổ truyền về việc chuyển nhượng quyền sở hữu ruộng đất thay cho khế ước hay giấy tờ hợp pháp. Những người dân làng thuộc hai thế hệ được họp tại thửa ruộng bán, mà thành phần quan trọng là trẻ nhỏ, vì chúng là những nhân chứng trực tiếp của việc chuyển nhượng đất đai đó trong tương lai. Người đứng ra mua đất phải chịu mọi phí tổn của buổi lễ. Chi phí đó gồm các khoản chính như: rượu cần để thết đãi người lớn và thịt gà làm quà cho các em. Ông ta còn phải cung cấp một con vật để tế lễ sau khi đã trả tiền. Tích trả theo luật lệ cổ truyền ở đây là trâu, bò, chiêng, ché... là những vật ngang giá. Một tảng đá tương đối lớn, được phết máu con vật hiến sinh được chôn ngay tại bờ ruộng đã bàn...
Về mặt xã hội, làng Chu Ru thường là một đơn vị cư trú láng giềng. Một làng bao gồm nhiều dòng họ hoặc gồm cả những người khác tộc cùng cư trú.
Chủ làng, do tất cả thành viên lựa chọn trong số những người đàn ông cao tuổi nhất của làng (các tha plơi). Tuy chưa phải là phổ thông đầu phiếu, song ông ta là người được đông đảo thành viên trong làng tín nhiệm.
Ngoài tiêu chuẩn cao tuổi nhất, ông còn phải là người có kinh nghiệm sản xuất, chiến đấu cũng như hiểu biết về lịch sử, phong tục của làng và dân tộc mình. Chủ làng là người đóng vai trò hướng dẫn dân làng trong tổ chức sản xuất và đời sống. Cùng với các già làng bàn bạc và giải quyết mọi công việc đối nội, đối ngoại của làng.
Về quyền lợi, chủ làng cũng như mọi người khác, phải lao động để tự nuôi sống bản thân và gia đình mình, nhưng về mặt tinh thần, ông là người có uy tín tuyệt đối và làm chủ các lễ nghi của cộng đồng làng.
Thầy cúng (yuh, pơ dô hoặc gru), ông là linh hồn của các buổi tế lễ chung của cộng đồng làng cũng như các gia đình lớn và dòng họ. Ngày thường, thầy cúng vẫn phải lao động như mọi người, chỉ khi nào có việc cúng kiếng, ông mới được dân làng mời đến. Sau mỗi buổi lễ, ông thường được biếu một con gà, ché rượu với ngụ ý là đền ơn...
Mỗi làng thường có một người phụ trách công việc thủy lợi và hai người giúp việc. Trưởng thủy cũng do tập thể các thành viên trong làng bầu ra. Ông là người có khả năng về thủy lợi và có đức tính công bằng. Trưởng thủy có nhiệm vụ phân phối đều lượng nước từ các mương, máng công cộng đến từng thửa ruộng của các gia đình. Khi cần thiết, ông có thể đề nghị với chủ làng huy động nhân lực để tu bổ các công trình thủy lợi chung trước mùa cày cấy.
Để trông nom việc bảo sinh, mỗi làng Chu ru thường có một, hai người phụ nữ giàu kinh nghiệm giúp đỡ sản phụ trong những ngày sinh nở gọi là mọ boại hay mọ luạy. Tuy không do dân làng bầu ra nhưng bà được dân làng tín nhiệm. Sau mỗi lần sinh đẻ, gia chủ thường biếu bà một chút quà nhỏ để đền đáp công ơn.
Như vậy, chủ làng, thầy cúng, bà đỡ, già làng là những người có vai trò quan trọng trong đời sống chính trị, kinh tế và đời sống tín ngưỡng của cộng đồng làng. Họ hợp thành tổ chức tự quản, một tổ chức chính trị, xã hội cao nhất mà người Chu Ru đã đạt đến. Làng hầu như là một đơn vị kinh tế tự cấp tự túc tương đối độc lập.
Trong xã hội, đã có một sự phân hóa thành hai tầng lớp: giàu (mdagơnơp), nghèo (rơbah). Tầng lớp giàu, được biểu hiện bằng những đồ vật mang tính chất phô trương như: ché (sơtôk), ngà voi (bla), trống (sơgơn), chiêng (sar), sừng tê giác (bơsan)..., chứ không phải là tư liệu sản xuất. Nguyên nhân đưa đến sự giàu có chủ yếu là do sức lao động làm ra, chứ không phải do bóc lột.
Dưới làng, là những cộng đồng huyết thống như: dòng họ, gia đình lớn và gia đình nhỏ.
Trong xã hội cổ truyền của người Chu Ru, gia đình lớn còn mang nhiều tàn dư mẫu hệ, mà biểu hiện tập trung ở vai trò người vợ, người cậu (miăh) và quyền thừa kế tài sản thuộc về các người con gái. Gia đình lớn đó, thường có từ ba đến bốn thế hệ cùng chung sống dưới một mái nhà. Tổ chức gia đình lớn, dựa trên cơ sở cộng đồng kinh tế xã hội và tư tưởng. Những người trong một nhà, có ruộng đất, trâu bò, nông cụ chung. Họ cùng sản xuất và hưởng chung sản phẩm. Sản phẩm lao động của gia đình lớn (sáng tơ prông) được nhập vào một kho và họ ăn chung một nồi lớn (gõ prông).
Đứng đầu gia đình lớn là một người đàn ông cao tuổi nhất, thông thường là chồng người đàn bà thuộc thế hệ trên. Trong thực tế, ông chủ gia đình lớn là người thừa hành những ý kiến của người vợ và những người anh em trai của bà ta (miăk). Tuy sống trong gia đình phía vợ, song người cậu, vẫn đóng vai trò quyết định trong những công việc hệ trọng trong gia đình em gái như: phân chia tài sản, quyết định việc hôn nhân của các cháu, mua bán, chuyển nhượng ruộng đất và mọi tài sản khác.
Người Chu Ru, vốn cư trú trên một lãnh thổ tương đối ổn định, nên từ trước đến nay, thường có quan hệ hôn nhân trong nội bộ dân tộc. Tuy nhiên, họ vẫn có ít nhiều quan hệ hôn nhân với người Cơ Ho và người Ra Glai láng giềng. Chế độ hôn nhân của người Chu Ru là một vợ một chồng, cư trú bên nhà vợ và phụ nữ đóng vai trò chủ động trong hôn nhân. Tuy chế độ một vợ, một chồng đã được xác lập, song hiện tượng đa thê vẫn có thể xảy ra, thông thường ở những gia đình giàu có.
Người Chu Ru còn lưu giữ nhiều phong tục tập quán như việc thờ cúng tổ tiên và tín ngưỡng đa thần. Lễ cúng tổ tiên (pơ khi mô cay) ở đây khác hẳn với lễ cúng tổ tiên của người Kinh. Việc hành lễ không có ngày tháng nào nhất định. Có thể hai, ba năm hay hai, ba mươi năm mới cúng một lần, tùy theo hoàn cảnh kinh tế của mỗi gia đình, mỗi dòng họ. Trong nhà người Chu Ru cũng không có bàn thờ hay bài vị. Họ chỉ lập bàn thờ và tiến hành nghi lễ vào một dịp nào đó ngoài nghĩa địa (kốt a tâu).
Việc tiến hành các nghi lễ nông nghiệp cổ truyền, như cúng thần đập nước (Bơ mung), thần mương nước (Rơ bông), thần lúa khi gieo hạt (Mơ nhum tô ốt đoồng hay khâu doông), ăn mừng lúa mới (ngay yang boong ko pa tay), cúng sau mùa gặt (p'lei đây ru). Đáng chú ý nhất, là lễ cúng thần Bơ mung. Trong mỗi vùng cư trú của người Chu ru, có một nơi dành riêng để thờ cúng vị thần này. Hàng năm, khoảng tháng hai âm lịch, tất cả mọi người trong làng đều đến đấy làm lễ cúng. Dân làng thường cúng bằng dê, còn chủ làng thường phải cúng bằng ngựa. Tục truyền là vị thần này ưa cưỡi ngựa. Con ngựa cúng thần cũng phải thắng yên cương và phủ lễ phục.
Cũng vào tháng hai hàng năm, người Chu Ru còn cúng Yang Wer. Đó là một cây cổ thụ gần làng và được coi là một nơi ngự trị của một vị thần có nhiều quyền phép. Họ thường làm những hình nộm như đầu voi, đầu cọp, đầu dê, đầu trâu... bằng gỗ hoặc bằng củ chuối, với đồ ăn, thức uống mang tới gốc cây Yang Wer để cúng. Cúng xong, họ đặt một phần đồ cúng lên võng, rồi theo đường chính khiêng đến một nơi cách gốc cây Yang Wer chừng 100 m, rồi từ từ hạ võng xuống, bày đồ ăn ra vệ đường với ngụ ý tiễn Yang Wer đi chơi. Sau đó, tất cả mọi người tham gia hành lễ trở lại gốc cây cùng ăn uống vui vẻ. Trước khi ra về, mỗi gia đình hái một nhánh cây cắm trước cửa nhà. Tiếp đó là cả làng kiêng cữ trong 15 ngày, không được ai ra vào làng.
Ngoài tín ngưỡng truyền thống kể trên, hiện nay, Thiên Chúa giáo và đạo Tin Lành đang phát triển sâu rộng trong vùng người Chu Ru ở địa phương.
Người Chu Ru có một vốn ca dao, tục ngữ phong phú, trong đó nổi bật là những câu ca tụng chế độ mẫu hệ, đề cao vai trò của người phụ nữ trong xã hội cổ truyền. Nhiều truyện cổ phản ánh cuộc đấu tranh bất khuất của người lao động với thiên nhiên và xã hội để giành lấy cuộc sống hạnh phúc. Người Chu Ru còn lưu truyền một số trường ca mà các già làng thường kể bên bếp lửa sàn cho con cháu nghe, suốt đêm này qua đêm khác...
Kho tàng văn học nghệ thuật dân gian của người Chu Ru không chỉ có giá trị về mặt văn học nghệ thuật, mà còn là một nguồn tư liệu lịch sử quý giá.
Về nhạc cụ, ngoài trống, kèn (rơkel), đồng la (sar)... còn có r'tông, kwao, tenia, là những nhạc cụ đặc sắc của người Chu Ru. Trong những ngày vui, họ thường tấu nhạc với điệu Tam-ga, một vũ điệu điêu luyện mang tính cộng đồng, hầu như người nào cũng biết và ưa thích.
Người Chu Ru tin rằng mọi bệnh tật đều do thần linh (Yang) gây ra. Khi có người lâm bệnh, họ mời thầy cúng đến cúng thần và trị bệnh bằng ma thuật kết hợp kinh nghiệm y học cổ truyền. Các vị lang y của người Chu ru, cũng chế được một số loại thuốc phòng bệnh bằng rễ cây. Đến mùa bệnh đậu, trẻ em thường được uống các loại thuốc phòng bệnh cổ truyền đó. Theo người Chu Ru thì hầu hết con cái của các lang y trong vùng ít khi bị mắc bệnh này...
Bên cạnh một số phong tục tập quán lạc hậu, như dùng bùa chú, cúng bái để trị bệnh, người Chu Ru hái lá, vỏ, quả một số cây làm những vị thuốc nam trong dân gian để chữa bệnh có công hiệu theo y học cổ truyền.

## Những người Chu Ru có danh tiếng
| Tên    | Sinh thời | Hoạt động |
| ------ | --------- | --- |
| Ya Suy | 1987-...  | Ca sỹ tỉnh Lâm Đồng, chiến thắng tại cuộc thi Vietnam Idol 2012 , trang web Lưu trữ ngày 25 tháng 3 năm 2018 tại Wayback Machine |